# Włoski koń zimnokrwisty

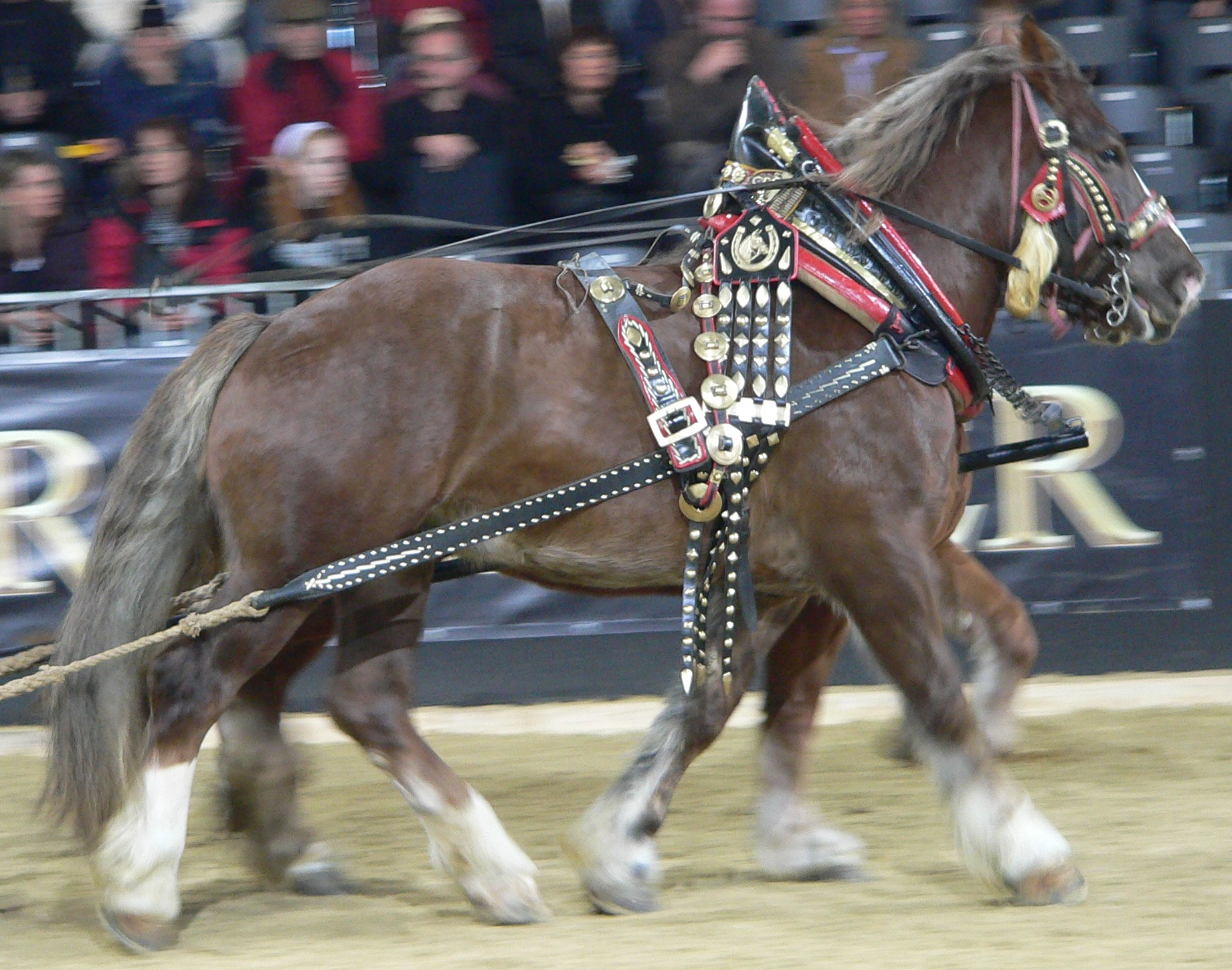
Włoski koń zimnokrwisty

Włoski koń zimnokrwisty – jedna z ras koni zimnokrwistych.

## Pokrój i temperament
Wysokość w kłębie od 1,50 do 1,63 m. Lekka, długa i szczupła głowa; potężna szyja. Silne i umięśnione łopatki; zad szeroki, zazwyczaj rozłupany; szeroka i głęboka klatka piersiowa. Kończyny raczej krótkie; kopyta średniej wielkości. Ogon dobrze osadzony, noszony wysoko. Umaszczenie kasztanowate, dereszowatokasztanowate, gniade.
Konie tej rasy są posłuszne, łagodne, chętne do współpracy, dostatecznie żywotne.

## Użytkowość
Wykorzystywane są jako ciężkie konie pociągowe, konie robocze.

## Zastosowanie
Włoskie konie zimnokrwiste są najpopularniejszymi włoskimi końmi pociągowymi, cenionymi ze względu na dużą łatwość w prowadzeniu. Są niestrudzone i niezawodne. Przez około sto lat opierało się na nich włoskie rolnictwo oraz transport, szczególnie w północnej części Włoch. Do dzisiaj znajdują zatrudnienie w małych gospodarstwach rolnych.